# BioNTech
BioNTech (/ˈbaɪ.ɒn.ˌtɛk/) és una empresa biotecnològica alemanya dedicada al desenvolupament i fabricació d'immunoteràpies actives per a un enfocament específic del pacient en el tractament de malalties greus.
Desenvolupa candidats farmacèutics basats en l'ARN missatger (ARNm) per utilitzar-los com a immunoteràpies contra el càncer individualitzades, com a vacunes contra malalties infeccioses i com a teràpies de reemplaçament de proteïnes per a malalties rares, i també desenvolupa teràpia cel·lular, nous anticossos i immunomoduladors de molècules petites com a opcions de tractament per al càncer. La companyia ha desenvolupat fàrmacs per a persones individualitzadament basat en l'ARNm administrat intravenosament en la immunoteràpia del càncer basada en ARNm, ja en assaigs clínics i establint el seu propi procés de fabricació.
El 2020, el candidat principal de la companyia de vacuna contra la COVID-19, BNT162, va participar en assaigs clínics de fase III als Estats Units.